# Naoya Ishigami
Naoya Ishigami (japanisch 石神 直哉 Ishigami Naoya; * 2. März 1985 in der Präfektur Ibaraki) ist ein japanischer Fußballspieler.

## Karriere
Ishigami erlernte das Fußballspielen in der Universitätsmannschaft der Kanagawa-Universität. Seinen ersten Vertrag unterschrieb er 2007 bei Kashima Antlers. Der Verein spielte in der höchsten Liga des Landes, der J1 League. Mit dem Verein wurde er 2007 und 2008 japanischer Meister. Für den Verein absolvierte er 14 Erstligaspiele. 2009 wechselte er zum Zweitligisten Cerezo Osaka. 2009 wurde er mit dem Verein Vizemeister der J2 League und stieg in die J1 League auf. Für den Verein absolvierte er 46 Ligaspiele. 2011 wechselte er zum Zweitligisten Shonan Bellmare. Für den Verein absolvierte er 25 Ligaspiele. 2012 wechselte er zum Ligakonkurrenten Ōita Trinita. Für den Verein absolvierte er 39 Ligaspiele. 2013 wechselte er zum Ligakonkurrenten Tokyo Verdy. Für den Verein absolvierte er 32 Ligaspiele. 2014 wechselte er zum Ligakonkurrenten V-Varen Nagasaki. Für den Verein absolvierte er 31 Ligaspiele. 2016 wechselte er zum Ligakonkurrenten Giravanz Kitakyushu. Am Ende der Saison 2016 stieg der Verein in die J3 League ab. Für den Verein absolvierte er 30 Ligaspiele.

## Erfolge
Kashima Antlers
- J1 League

Meister: 2007, 2008
- Kaiserpokal

Sieger: 2007